# Space Marine

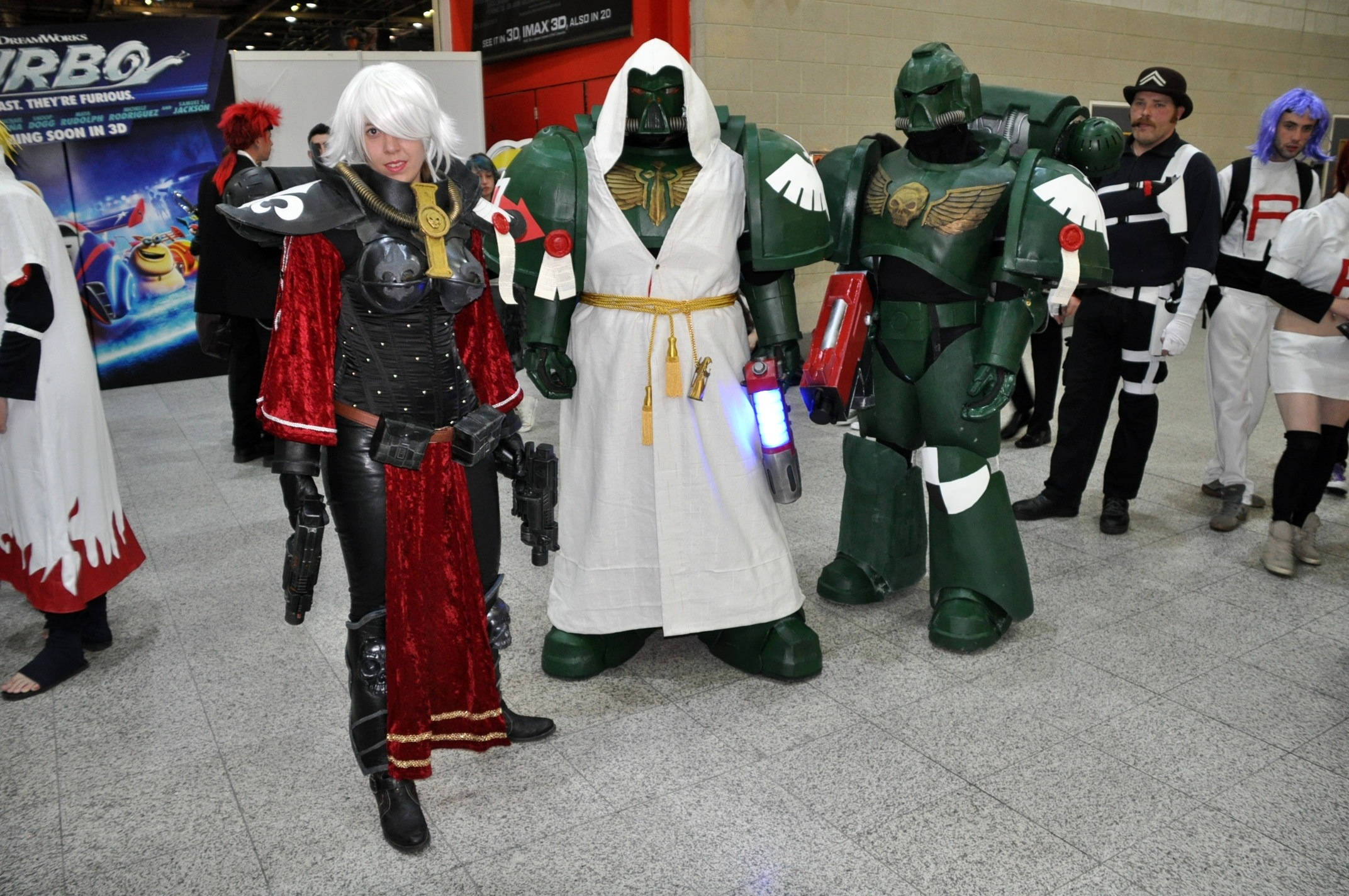
Tre cosplaydeltagare. Till vänster en Adeptus Sororitas (Sisters of Battle). I mitten och till höger, Space Marines från Dark Angels-kapitlet - det första Space Marine-kapitlet och ett av de som marinerna är lojala till är kejsaren.

Space Marines är i Games Workshops Warhammer 40,000-universum genmodifierade supermänniskosoldater som fungerar som mänsklighetens elittrupper. Space Marines är den mest kända armén  i det figurspel som utspelar sig i universumet. Förutom figurspelet förekommer de även i böcker, filmer och tv-spel och är baserade på Warhammer 40,000. Där 40,000 menas med det "41th Millenium"

## I spelet
Space Marines är en spelbar armé i figurspelet. Tack vare att de är ganska kraftfulla så brukar deras arméer vara små, vilket gör det enkelt för spelare att samla på sig en bra armé för en ganska låg mängd tid och arbete. Space Marines är en flexibel armé och är inte bättre eller sämre på något särskilt, men vissa Space Marine-chapters har olika regler. Tack vare detta är de en utmärkt armé för nybörjare. 

## Dator- och TV-spel
Space Marines är de vanligaste huvudpersonerna i de dator- och tv-spel baserade på Warhammer 40,000 och medverkar i följande spel:
- Space Hulk
- Space Hulk: Vengeance of the Blood Angels
- Final Liberation: Warhammer Epic 40,000
- Chaos Gate
- Rites of War
- Fire Warrior
- Dawn of War
- Squad Command
- Dawn of War II
- Space Marine
- Kill Team
- Eternal Crusade
- Warhammer 40,000 Space Marine 2

## I universumet
Space Marines är genmodifierade supersoldater som under hela sina liv kämpar i kejsarens namn mot imperiets fiender. En Space Marine tränar i åratal och väldigt få rekryterna klarar sig genom hela träningsprocessen och blir fullständiga mariner. Det är en hård process både fysiskt och mentalt då Space Marines måste vara fysikt starka och helt lojala mot kejsaren.
Space Marines delas in i separata arméer, så kallade Chapters med tusen man var. Dessa arbetar enskilt med egnn uppgifter på beordran av Imperiet och kejsaren som de tjänar. Av dessa Chapters är bland annat Ultramarines, Dark Angels, Blood Angels och Space Wolves några av de mest kända. Det finns även speciella Chapters såsom Deathwatch, som består av Space Marines med olika bakgrund.